# Lipová (Ústí nad Labem)
Lipová é uma comuna checa localizada na região de Ústí nad Labem, distrito de Děčín.